# Episodi di Teenage Mutant Ninja Turtles - Tartarughe Ninja (prima stagione)
La prima stagione della serie animata Teenage Mutant Ninja Turtles - Tartarughe Ninja è stata trasmessa in prima visione negli Stati Uniti d'America sul canale Nickelodeon dal 28 settembre 2012.
In Italia la stagione è andata in onda su Nickelodeon a partire dal 9 novembre 2012 e in chiaro su Pop a partire dal 18 maggio 2013.
| n° (serie) | n° (stagione) | Titolo originale                    | Titolo italiano                         | Prima TV USA      | Prima TV Italia   |
| ---------- | ------------- | ----------------------------------- | --------------------------------------- | ----------------- | ----------------- |
| 001        | 1             | Rise of The Turtles: Part 1         | L'alba delle tartarughe (prima parte)   | 28 settembre 2012 | 9 novembre 2012   |
| 002        | 2             | Rise of The Turtles: Part 2         | L'alba delle tartarughe (seconda parte) | 29 settembre 2012 | 9 novembre 2012   |
| 003        | 3             | Turtle Temper                       | Un carattere difficile                  | 6 ottobre 2012    | 16 novembre 2012  |
| 004        | 4             | New Friend, Old Enemy               | Un nuovo amico, un vecchio nemico       | 13 ottobre 2012   | 23 novembre 2012  |
| 005        | 5             | I Think His Name is Baxter Stockman | L'armatura di Baxter Stockman           | 20 ottobre 2012   | 23 novembre 2012  |
| 006        | 6             | Metalhead                           | Metalhead                               | 27 ottobre 2012   | 7 dicembre 2012   |
| 007        | 7             | Monkey Brains                       | Lo strano caso del dottor Rockwell      | 3 novembre 2012   | 14 dicembre 2012  |
| 008        | 8             | Never Say Xever                     | I Dragoni Purpurei                      | 10 novembre 2012  | 21 dicembre 2012  |
| 009        | 9             | The Gauntlet/Enter Shredder         | Scontro diretto                         | 17 novembre 2012  | 18 marzo 2013     |
| 010        | 10            | Panic in the Sewers/Mojo Rising     | Panico nelle fogne                      | 24 novembre 2012  | 19 marzo 2013     |
| 011        | 11            | Mousers Attack!/Mouserthon          | Acchiappatopi all'attacco               | 8 dicembre 2012   | 20 marzo 2013     |
| 012        | 12            | It Came From the Depths/Leatherhead | Un mostruoso mutante                    | 15 dicembre 2012  | 21 marzo 2013     |
| 013        | 13            | I, Monster/Rat Trap                 | Il Re dei Topi                          | 25 gennaio 2013   | 10 giugno 2013    |
| 014        | 14            | New Girl In Town                    | Una nuova ragazza in città              | 1º febbraio 2013  | 11 giugno 2013    |
| 015        | 15            | The Alien Agenda                    | Mai fidarsi del nemico                  | 8 febbraio 2013   | 12 giugno 2013    |
| 016        | 16            | The Pulverizer                      | Il Polverizzatore                       | 15 febbraio 2013  | 13 giugno 2013    |
| 017        | 17            | TCRI                                | TCRI                                    | 1º marzo 2013     | 14 giugno 2013    |
| 018        | 18            | Cockroach Terminator                | Stermina scarafaggi                     | 15 marzo 2013     | 17 giugno 2013    |
| 019        | 19            | Baxter's Gambit                     | Lo stratagemma di Baxter                | 5 aprile 2013     | 18 giugno 2013    |
| 020        | 20            | Enemy of My Enemy                   | Il nemico del mio nemico                | 12 aprile 2013    | 19 giugno 2013    |
| 021        | 21            | Karai's Vendetta                    | La vendetta di Karai                    | 27 aprile 2013    | 20 giugno 2013    |
| 022        | 22            | Pulverizer Returns!                 | Il ritorno del Polverizzatore           | 11 maggio 2013    | 23 settembre 2013 |
| 023        | 23            | Parasitica                          | La vespa mutante                        | 20 luglio 2013    | 24 settembre 2013 |
| 024        | 24            | Operation: Break Out                | Operazione: fuga                        | 27 luglio 2013    | 25 settembre 2013 |
| 025        | 25            | Showdown: Part 1                    | Atto finale (prima parte)               | 17 agosto 2013    | 26 settembre 2013 |
| 026        | 26            | Showdown: Part 2                    | Atto finale (seconda parte)             | 17 agosto 2013    | 26 settembre 2013 |

## L'alba delle tartarughe
Molti anni fa, in Giappone, vivevano due maestri ninja di nome Hamato Yoshi e Oroku Saki. I due erano come fratelli, infatti lavoravano sempre insieme. Ma l'amore di una donna, Tang Shen, li mise l'uno contro l'altro. Yoshi sposò Tang Shen e da lei ebbe una figlia, Miwa. Una notte, però, Saki arrivò a casa di Yoshi e lo sfidò. Ne seguì un incendio, in cui Tang Shen e Miwa persero la vita, e Saki abbandonò Yoshi, lasciandolo al suo destino.
Yoshi sopravvisse all'incendio e successivamente si trasferì a New York, dove un giorno, dopo aver comprato delle tartarughe, inseguì due uomini con una strana sostanza melmosa. Yoshi, tuttavia, fu scoperto dopo aver accidentalmente pestato un ratto, e la sostanza cadde su di lui, trasformandolo in un ratto mutante, così come sulle tartarughe, che si mutarono anch'esse. Yoshi, che da allora si fece chiamare Splinter, portò le tartarughe nelle fogne per evitare che la gente le vedesse e le allevò, insegnando loro tutto quello che aveva imparato. Le chiamò Leonardo, Raffaello, Michelangelo e Donatello, in onore dei suoi artisti del Rinascimento italiano preferiti.
Quindici anni dopo, le tartarughe erano cresciute e diventate ottimi guerrieri ninja. Dopo aver compiuto quindici anni, le tartarughe ottennero da Splinter il permesso di uscire dalle fogne e vedere come fosse il mondo in superficie, ma a condizione di restare nell'ombra. Una volta fuori, incontrarono una ragazza di nome April O'Neil e suo padre, Kirby O'Neill, che vennero catturati dagli stessi uomini che avevano mutato Splinter, i Kraang. Le tartarughe tentarono di intervenire, ma senza un piano e fallirono, permettendo ai Kraang di portare via la ragazza e suo padre. Tornati nel covo, Splinter si rese conto di aver sbagliato a lasciar uscire le tartarughe, così decise di aspettare un anno per vedere come sarebbero andate le cose. Tuttavia, Donatello (che si era innamorato di April) fece notare a Splinter che due persone erano state rapite e non potevano aspettare tanto tempo. Splinter decise quindi di lasciare che le tartarughe uscirono di nuovo, proclamando Leonardo come leader.
Tornate in superficie, le tartarughe intercettarono un camion dei Kraang, guidato dal mercenario Snake, e, interrogandolo, scoprirono che la sostanza melmosa si chiamava mutageno. Snake rivelò che i Kraang avevano rapito le due persone perché il padre della ragazza era uno scienziato e avevano bisogno di lui per potenziare il mutageno, poiché sulla Terra era insostenibile. Snake riuscì però a fuggire dopo un momento di distrazione delle tartarughe. Le tartarughe lo inseguirono, raggiungendo la base dei Kraang, e nello scontro che seguì, Snake venne mutato, trasformandosi in Snakeweed, un serpente erbaccia umanoide. Mentre Leonardo, Raffaello e Michelangelo combattevano contro i Kraang e Snakeweed, Donatello riuscì a salvare solo April, mentre suo padre veniva portato via. Le tartarughe e April fuggirono dalla base, sconfiggendo Snakeweed, anche se quest'ultimo riuscì a scappare.
Le tartarughe riportarono April a casa e tornarono nelle fogne, dove, guardando il telegiornale, scoprirono che si cominciava a parlare di loro, a causa degli shuriken che avevano usato e che la polizia aveva trovato in giro. Le voci arrivarono anche a Tokyo, dove Oroku Saki, che nel frattempo era diventato il boss del crimine Shredder, scoprì che il suo vecchio nemico era ancora vivo e decise di andare a New York (dopo aver riconosciuto il simbolo del suo rivale su uno shuriken) per finire ciò che aveva iniziato quindici anni prima.

## Un carattere difficile
Mentre le tartarughe aspettano su un tetto i Kraang per fermarli, a causa dei continui scherzi di Michelangelo, Raffaello perde la calma, facendo sì che un uomo li scopra. Per gli insulti ricevuti, Raffaello si arrabbia e i Kraang li scoprono. Dopo un breve scontro, le tartarughe riescono a fermare i Kraang, ma l'uomo fa un video con il suo telefono e decide di venderlo per fare tanti soldi. Le tartarughe cercano di fermarlo, ma a causa dell'arrivo della polizia, sono costrette a ritirarsi. La notte successiva, le tartarughe rincontrano l'uomo del video per fare uno scambio con lui, ma Raffaello vuole a tutti i costi il telefono. I Kraang li attaccano. L'uomo cerca di scappare, ma Raffaello lo intercetta, e inizia una violenta discussione sul camion dei Kraang, al quale questi ultimi gettano Raffaello dal camion, tenendosi l'uomo del video. Tuttavia, il camion dei Kraang perde benzina, permettendo alle tartarughe di seguirli. Ma Raffaello, per ordine di Leonardo, deve tornare al covo per riflettere sul suo errore.
Al covo, Splinter, per consolare il figlio, gli racconta che quando lui e il suo vecchio amico Oroku Saki (Shredder) si innamorarono della stessa donna, Tang Shen, Saki aveva insultato Splinter davanti a lei. Splinter perse il controllo e attaccò Saki, da lì iniziò la loro rivalità. Splinter dice poi a Raffaello che avrebbe potuto ignorare le parole di Saki. Raffaello capisce ciò che Splinter gli sta dicendo e torna dai suoi fratelli, dove cercano di salvare l'uomo del video, ma vengono scoperti dai Kraang e inizia una battaglia, in cui l'uomo viene mutato in Spider Bait e vuole vendicarsi delle tartarughe, credendo che la sua mutazione fosse colpa loro. Raffaello interviene e riesce a salvare i fratelli, distruggendo prima il telefono. Insieme, sconfiggono Spider Bait e tornano a casa.

## Un nuovo amico, un vecchio nemico
Shredder arriva a New York, deciso più che mai a trovare Splinter e le tartarughe. Per farlo, invia il suo miglior allievo, Chris Bradford, a dar loro la caccia. Intanto Michelangelo pensa che i suoi fratelli non lo vogliano, perché non lo considerano un buon amico. Così, scoperto che il suo idolo, Chris Bradford, è a New York, riesce ad ottenere la sua amicizia online. Quella notte, Michelangelo incontra di persona Chris Bradford e i due diventano subito amici. Bradford, inoltre, insegna a Michelangelo una mossa chiamata “il Dragone Implacabile”, ma a condizione che non la mostri a nessuno. Michelangelo insegna poi la stessa mossa ai suoi fratelli e riceve un messaggio di Bradford, il quale lo invita nel suo appartamento per un party.
Splinter, vedendo Leonardo fare il Dragone Implacabile a Raffaello, afferma che solo Oroku Saki utilizza quella mossa. Capendo cosa sta succedendo, Leonardo, Raffaello e Donatello si precipitano a recuperare Michelangelo, per poi tornare nelle fogne, inseguiti da Bradford e dal mercenario Xever (anche lui uno sgherro di Shredder, chiamato da quest'ultimo per aiutare Bradford a trovare le tartarughe e Splinter). Al termine dell'inseguimento, le tartarughe sconfiggono Bradford e Xever. Tornati al covo, le tartarughe festeggiano la loro vittoria, anche se Splinter ricorda loro che sono soltanto all'inizio e che è ancora troppo presto per festeggiare, mentre Michelangelo rompe la sua amicizia online con Bradford.

## L'armatura di Baxter Stockman
Le tartarughe, per festeggiare la loro vittoria su Bradford e Xever, mangiano un sacco di pizza e usano i loro skateboard nel covo. Splinter, poiché è contrario a usare lo skateboard nel covo e, soprattutto, notando la loro imprudenza dato l'inizio della guerra imminente, decide di punirli, vietando loro di uscire per una settimana. Qualche ora dopo, però, Raffaello esce, in quanto se fosse rimasto lì, sarebbe impazzito. Leonardo accetta di seguire Raffaello e i suoi fratelli, in quanto è lui il leader.
In superficie, le tartarughe notano un uomo di nome Baxter Stockman, che sta cercando di aprire una porta con la sua armatura. Credendo che egli abbia brutte intenzioni, decidono di intervenire, gettandolo nel cassone della spazzatura. Tuttavia, quando le tartarughe tornano al covo, Michelangelo nota di aver perso il T-Pod, la nuova invenzione di Donatello, che ora è nelle mani di Stockman, e decide di usarlo, alimentando la sua armatura e diventando invincibile.
Il giorno dopo, le tartarughe scoprono, tramite il telegiornale, ciò che è successo e decidono di intervenire. Ma Stockman è troppo potente rispetto all'ultima volta e, con un geniale piano, riesce a scappare. Le tartarughe cercano di tornare al covo senza essere viste da Splinter. Quest'ultimo, però, se ne accorge e ordina ai figli di raccontargli cosa è successo. Così, le tartarughe raccontano a Splinter tutto quanto, e Leonardo sa cosa devono fare: rimediare al loro errore.
Le tartarughe tornano di nuovo in superficie e, con un geniale piano, distruggono l'armatura di Stockman e lo sconfiggono, gettandolo ancora una volta nel cassone. Le tartarughe tornano così a casa vittoriose.

## Meatelhead
Donatello vorrebbe dare più sfogo alla sua creatività e inventiva ed è stanco di combattere con il suo bastone, in quanto lo ritiene inutile. Così, con alcuni pezzi dei Kraang, presi durante una battaglia, costruisce un robot di nome Meatelhead. Nel frattempo, April riesce a scoprire qual è il nuovo piano dei Kraang: vogliono mutare tutti i cittadini di New York. Le tartarughe intervengono, eccetto Meatelhead (comandato da Donatello nel covo), che Leonardo ritiene molto maldestro. Così, Meatelhead è costretto a rimanere insieme ad April, mentre i suoi fratelli intervengono.
Quando però le cose vanno male, interviene Meatelhead, che comincia a distruggere i Kraang. Ma dopo aver provocato un'esplosione, Donatello perde l'antenna con cui comandava Meatelhead, così il robot finisce nelle mani dei Kraang. Donatello è costretto a intervenire direttamente e, con uno stratagemma, distrugge Meatelhead, salva i suoi fratelli e sconfigge i Kraang. Donatello e i suoi fratelli ritornano così nel covo.

## Lo strano caso del dottor Rockwell
Donatello vorrebbe fare colpo su April, ma ogni volta che ci prova, fallisce. Intanto, April scopre tramite il telegiornale che il dottor Rockwell, amico del padre, è sparito, e non si sa dove sia. Aiutata da Donatello, April scopre, grazie all'amico di Rockwell, il dottor Victor Falco, che Rockwell è stato mutato in una scimmia. Così, April, aiutata dalle tartarughe, riesce a catturare Rockwell.
Al covo, Donatello scopre che è stato Falco stesso a mutare Rockwell, in quanto egli era stanco di lavorare con qualcun altro, così lo aveva mutato per lavorare da solo. Le tartarughe raggiungono il laboratorio di Falco per fermarlo, ma lo scienziato si è iniettato il mutageno nel cervello e riesce a parare le mosse degli avversari leggendogli nel pensiero, sconfiggendo tutti tranne Donatello, che con uno stratagemma, ossia combattendo senza pensare, riesce a sconfiggere lo scienziato. Le tartarughe salvano poi Rockwell e fuggono.
Intanto, Splinter ha intenzione di addestrare April per trasformarla in una kunoichi.

## I Dragoni Purpurei
Bradford e Xever ritornano sulla scena e riescono a ricevere una seconda chance da Shredder per eliminare le tartarughe e Splinter, venendo aiutati da degli amici di Xever, dei criminali conosciuti come i Dragoni Purpurei. Intanto, un amico di April, Murakami San, un proprietario di un ristorante non vedente, viene attaccato dai Dragoni Purpurei. April chiama così le tartarughe, ma durante la lotta, quando un Dragone Purpureo viene sconfitto, Leonardo lo lascia andare, e questo provoca la rabbia di Raffaello, che gli dice che avrebbe dovuto finirlo anziché lasciarlo andare. Splinter risponde che a volte è meglio avere compassione per sconfiggere gli avversari.
La sera successiva, Xever e i Dragoni Purpurei rapiscono Murakami San. Le tartarughe vedono un messaggio lasciato da Xever sul muro del ristorante e decidono di intervenire giocando allo stesso modo di Xever: rapiscono prima Bradford, per poi imprigionarlo in un cassone della spazzatura, e si incontrano con Xever su un tetto, dove il criminale ha legato Murakami San e minaccia di farlo cadere nel vuoto. Inizia una lotta, durante la quale Xever libera Bradford e sconfigge le tartarughe, pronto a eliminarle definitivamente.
Ma il Dragone Purpureo risparmiato da Leo in precedenza aiuta le tartarughe, permettendo loro di sconfiggere gli scagnozzi di Shredder e salvare Murakami San. Le tartarughe festeggiano così la loro vittoria, e Raffaello chiede scusa a Leonardo, dicendogli che aveva ragione riguardo l'importanza della compassione nella lotta. Nel frattempo, Shredder, stanco dei continui fallimenti di Bradford e Xever, decide di eliminare le tartarughe e Splinter da solo.

## Scontro diretto
April viene inseguita da un piccione mutante e chiede aiuto alle tartarughe. Tuttavia, Splinter è contrario all'idea, in quanto crede che i suoi allievi abbiano troppa fiducia in se stessi. Le tartarughe attaccano il piccione, scoprendo che si chiama Pete e che non voleva attaccare April. Stava solo cercando di darle un messaggio da parte di suo padre, che le ordina di evacuare immediatamente la città.
Le tartarughe entrano nella base dei Kraang e si dividono: mentre Leonardo e Raffaello cercano di salvare il signor O’Neill, Donatello e Michelangelo scoprono qual è il nuovo piano dei Kraang: hanno messo una bomba nel centro della città e, quando esploderà, New York intera sarà mutata. Le tartarughe salvano il signor O'Neill, ma vengono attaccate dai Kraang e il signor O’Neill viene catturato di nuovo.
Nel frattempo, Shredder, stanco dei continui fallimenti di Bradford e Xever, decide di eliminare le tartarughe e Splinter personalmente. Questo provoca la rabbia di Bradford e Xever, che per vendicarsi decidono di intercettare le tartarughe mentre stanno cercando di disattivare la bomba. Donatello riesce a disattivare la bomba e, accidentalmente, Bradford rompe il vetro del mutageno, facendo sì che Bradford e Xever vengano mutati.
Le tartarughe si dirigono così nelle fogne vittoriose, ma arriva Shredder, il quale inizia un duro scontro che finisce con le tartarughe, gravemente ferite, pronte per essere uccise da Shredder. Ma un attimo prima che possa farlo, viene distratto da Bradford e Xever (che ora sono mutati, Bradford in un cane e Xever in una carpa), permettendo così alle tartarughe di scappare e tornare nelle fogne. Leonardo afferma a Splinter che aveva ragione sul fatto che abbiano troppa fiducia in se stessi, ma Splinter raccomanda ai suoi figli, dicendo che ora sono entrati in guerra.

## Panico nelle fogne
A seguito dello scontro con Shredder, Splinter ha paura che, se le tartarughe lo riaffronteranno, potrebbero perdere la loro vita. Per impedire che questo accada, Splinter addestra ogni giorno i suoi figli, proibendo loro di uscire. Nel frattempo, April viene a sapere segretamente dai Dragoni Purpurei del nuovo piano di Shredder per eliminare le tartarughe e Splinter: scoperto che vivono nelle fogne, Shredder intende mettere una sostanza velenosa che possa ucciderli.
Le tartarughe, nonostante l'ordine di Splinter, escono per scoprire di che sostanza velenosa si tratta, ma vengono attaccate da Bradford (ora mutato e chiamato Dogpound), e sono costrette a ritirarsi. Con la missione fallita, April decide di intervenire direttamente. Entra di nascosto nel rifugio di Shredder per capire di che sostanza velenosa si tratti. Quella sera stessa, April invia un messaggio vocale alle tartarughe, registrando la voce di Shredder, ma a causa di un litigio tra Raffaello e Donatello, le tartarughe non capiscono il piano di Shredder. Inoltre, April viene scoperta e catturata.
Con un go-kart di Donatello, le tartarughe si dividono: mentre Raffaello e Donatello intercettano il camion dei Dragoni Purpurei e salvano April, Leonardo e Michelangelo inseguono il camion, guidato da Dogpound. Scoprono che la sostanza è acido e che, se verrà a contatto con l'acqua, causerà un'esplosione. Grazie a un palloncino d'acqua di Michelangelo, riescono a distruggere il camion dell'acido e a salvare il covo.
Le tartarughe festeggiano così la loro vittoria, mentre Splinter si scusa con i suoi figli, dicendo che non è stato Shredder a iniettare in loro la paura, ma lui. Tuttavia, loro sono riusciti a superarla, permettendo così loro di riposarsi senza allenamenti.

## Acchiapatopi all'attacco
Donatello e Michelangelo sono stufi di essere presi in giro dai loro fratelli, Leonardo e Raffaello, che, secondo loro, pensano che Donatello e Michelangelo non siano bravi come loro. Intanto, April arriva al covo triste, poiché è stata attaccata dai Dragoni Purpurei, che le hanno rubato il cellulare. Le tartarughe decidono di intervenire, ma Splinter dice loro che non devono combattere una battaglia persa solo per un cellulare; le tartarughe però non gli danno ascolto ed escono dalle fogne.
Quando le tartarughe arrivano al rifugio dei Dragoni Purpurei, dei robot emergono dalla terra, rubando tutta la refurtiva dei Dragoni Purpurei. A questo punto, il gruppo si divide: mentre Donatello e Michelangelo inseguono un dragone purpureo che ha preso il cellulare di April, Leonardo e Raffaello seguono i robot per scoprire da dove arrivano, seguiti a loro volta dagli altri due Dragoni Purpurei. Leonardo e Raffaello scoprono che dietro a tutto c'è di nuovo Baxter Stockman, che ha inventato dei Mousers, conosciuti anche come "acchiappatopi". Stockman spruzza uno spray su Leonardo e Raffaello: quello spray funziona se gli acchiappatopi vengono a contatto con chi è stato spruzzato, quindi li seguono, mentre Leonardo e Raffaello iniziano a scappare, mentre Stockman viene steso dai Dragoni Purpurei e rapito.
Nel frattempo, Donatello e Michelangelo inseguono il dragone purpureo fino alla palestra di Dogpound, il quale crede che, usando il cellulare di April, potranno finalmente scoprire il covo delle tartarughe e di Splinter. Gli altri due Dragoni Purpurei portano Stockman lì, ed essendo uno scienziato, potrà usare il telefono per aiutare Dogpound. Donatello e Michelangelo architettano un piano per recuperare il cellulare di April, ma falliscono e vengono fatti prigionieri.
Intanto, Leonardo e Raffaello combattono contro gli acchiappatopi, fino ad arrivare alla palestra di Dogpound, dove liberano i loro fratelli. Stockman cerca di agire, usando lo spray, ma prima che possa farlo, Leonardo distrugge lo spray, che finisce su Stockman e Dogpound, facendoli scappare. Le tartarughe tornano così al covo, consapevoli che, con una mossa sbagliata, si sono messi nei guai. Nel frattempo, Donatello inventa il T-Phone, un telefono che dà a ciascuno di loro, compresa April, ora senza telefono, che è stato distrutto durante la lotta nella palestra di Dogpound.
Nel frattempo, Dogpound porta Stockman nel rifugio di Shredder, che, sebbene per colpa sua Shredder abbia perso di nuovo le tartarughe e Splinter, vuole tenerlo in vita per costruire delle gambe robotiche che potranno aiutare Xever (ora mutato e diventato Fishface) a camminare.

## Il Re dei Topi
Il dottor Falco ritorna sulla scena dopo essere entrato in contatto con il mutageno, ed è diventato il Re dei Topi, con la capacità di controllare tutti i topi di New York. Deciso a vendicarsi delle tartarughe, il Re dei Topi pianifica di conquistare la città, mandando i suoi topi a diffondere paura in tutta New York, mentre lui si impossessa della mente di Splinter, che, essendo un topo, è vulnerabile al suo controllo e può essere costretto a fare qualsiasi cosa voglia.
Le tartarughe, scoperta la minaccia, decidono di affrontarla, mentre April rimane nel covo per cercare di guarire Splinter, anche se quest'ultimo riesce a scappare. Le tartarughe riescono finalmente a localizzare il nascondiglio del Re dei Topi e cercano di fermarlo, ma vengono fermate da Splinter, che ora agisce sotto il comando del Re dei Topi. Inizia così uno scontro tra i membri della famiglia, con Leonardo che riesce a disarmare Splinter. In quel momento, Leonardo riesce a fargli ricordare chi è veramente: Hamato Yoshi.
Splinter, riprendendo i sensi, sconfigge il Re dei Topi. Tuttavia, il Re dei Topi riesce a sopravvivere e fugge. Le tartarughe tornano così a casa insieme a Splinter, che ora è libero dal controllo mentale del Re dei Topi.

## Un mostruoso mutante
Le tartarughe, mentre si trovano nelle fogne, notano che i Kraang stanno combattendo contro un alligatore umanoide, senza riuscire a capire il motivo. Dopo aver sconfitto i Kraang, Michelangelo chiede ai suoi fratelli di portare il mutante, che chiama Leatherhead, nel loro covo. Nonostante le iniziali esitazioni, le tartarughe accettano. Mentre Michelangelo resta al covo per curare Leatherhead, Leonardo, Raffaello e Donatello vanno alla ricerca di una cellula d'energia che i Kraang avevano cercato di rubare a Leatherhead.
Quando le tartarughe tornano al covo e chiedono a Leatherhead informazioni sulla cellula d'energia dei Kraang, Leatherhead perde il controllo e, sotto l'influenza di una furia incontrollabile, attacca Michelangelo e i suoi fratelli, fuggendo poi con la cellula.
Michelangelo decide di inseguirlo e lo trova nel suo rifugio: un vecchio treno abbandonato nelle fogne. Poco dopo, i suoi fratelli lo raggiungono e, una volta lì, Leatherhead racconta la sua storia. Spiega di essere stato cresciuto da un ragazzo gentile, ma i suoi genitori lo scoprirono e lo cacciarono via, facendolo finire nelle fogne. Lì fu trovato dai Kraang, che lo sottoposero a esperimenti scientifici, ma Leatherhead riuscì a fuggire, portando con sé la cellula d'energia dei Kraang. A questo punto, rivela che la cellula serve per alimentare il portale dei Kraang, e che senza di essa nessun Kraang può entrare o uscire dalla Terra. Giura di proteggere la cellula dalla malvagità dei Kraang, anche a costo della sua vita.
Purtroppo, i Kraang riescono a localizzare il rifugio di Leatherhead. Mentre quest'ultimo combatte contro di loro, ordina alle tartarughe di alimentare il suo treno con la cellula d'energia. Donatello, con la sua abilità, riesce a farlo, e con un'abile mossa, teletrasporta sé stesso e i suoi fratelli altrove, evitando il conflitto diretto con i Kraang e mettendo al sicuro la cellula.

## Una nuova ragazza in città
Le tartarughe sono impegnate nella caccia a Snakeweed, un mutante che sta rapendo persone per usarle nel suo concime. Durante questa missione, scoppia una discussione tra Leonardo e Raffaello su quale piano adottare per affrontare Snakeweed. Leonardo suggerisce di attaccare sui tetti, mentre Raffaello propone di farlo direttamente dalla strada. La discussione sfocia in un conflitto, e alla fine Leonardo decide di lasciare il comando a Raffaello e si allontana dalla squadra.
Nel frattempo, Leonardo viene attaccato da un gruppo di soldati ninja di Shredder, guidati da una misteriosa ragazza di nome Karai. Dopo uno scontro breve, Karai è impressionata dalle abilità di Leonardo e lo invita a incontrarsi di nuovo su un tetto a mezzanotte, senza spiegare ulteriormente il motivo. Leonardo, però, ritorna al covo, giusto in tempo per sentire da Donatello che ha scoperto il nascondiglio di Snakeweed. Tuttavia, Raffaello, geloso delle informazioni, caccia via Leonardo, dicendogli che quelle sono informazioni segrete.
Frustrato, Leonardo passa il tempo davanti alla TV, guardando la sua serie preferita, "Eroi Spaziali", ma Splinter lo rimprovera, dicendogli che la scelta di non essere al comando non dipendeva da lui. Gli ordina di cercare i suoi fratelli. Così, Leonardo torna in superficie per cercare il nascondiglio di Snakeweed, ma viene intercettato da Karai, che lo sfida a un incontro sul tetto di un palazzo a mezzanotte, senza rivelare il motivo.
Nel frattempo, Raffaello, Donatello e Michelangelo riescono a trovare il nascondiglio di Snakeweed e scoprono che il mutante sta usando le persone come concime. Dopo averle liberate, vengono attaccati da Snakeweed, che ferisce Michelangelo. Nonostante questo, riescono a bloccare Snakeweed e ritornano al covo, dove Raffaello realizza finalmente perché Splinter ha scelto Leonardo come leader: Leonardo è il più responsabile, cosa che lui, Raffaello, non è. Deciso a risolvere la situazione, Raffaello va alla ricerca di Leonardo.
Nel frattempo, Leonardo incontra Karai sul tetto del palazzo. La ragazza gli ordina di rubare la spada di un leggendario samurai ninjutsu dal museo, ma Leonardo rifiuta. Mentre cerca di spiegarsi con il fratello, arriva Snakeweed, che cattura entrambi i fratelli. Leonardo chiede aiuto a Karai, ma lei risponde lasciando un piccolo coltello e andandosene. Leonardo usa il coltello lasciato da Karai per liberare lui e Raffaello. Con un piano geniale, i due riescono a congelare Snakeweed e a distruggerlo.
Le tartarughe tornano infine al loro covo, dove curano Michelangelo. Per farlo, usano una fetta di pizza, l'unica cosa che Michelangelo non può mai resistere, e lui si riprende immediatamente.

## Mai fidarsi del nemico
Durante una lotta contro i Kraang, Leonardo nota che i soldati ninja di Shredder e Karai stanno osservando la scena da lontano. Per attirare l'attenzione su Karai e distogliere i soldati ninja dai suoi fratelli, Leonardo decide di affrontare i Kraang da solo, distruggendoli tutti. Nel frattempo, al covo, Raffaello percepisce che qualcosa sta accadendo a Leonardo e, sentendo che il suo fratello maggiore è in pericolo, gli dice di non "giocare con il nemico" e che la situazione potrebbe peggiorare.
Quella notte, Leonardo incontra di nuovo Karai sul tetto, e le rivela che, se continuerà a dare la caccia a lui o ai suoi fratelli, non esiterà a rispondere con la stessa moneta, mettendo in chiaro la sua intenzione di proteggere la sua famiglia. Karai, però, non sembra intimorita e lascia la conversazione in sospeso.
Nel frattempo, April viene attaccata da una misteriosa donna, che si rivela essere in realtà un Kraang travestito. Spaventata e confusa, April chiama le tartarughe tramite il suo T-Phone per chiedere aiuto. Le tartarughe, prontamente, intervengono e affrontano la donna/Kraang. Durante la lotta, April rivela che la donna stava parlando di un "progetto", suggerendo che ci sia qualcosa di più grande in gioco.
Le tartarughe si dirigono quindi verso il laboratorio segreto dei Kraang, senza sapere che Karai li sta seguendo a distanza. Una volta all'interno del laboratorio, scoprono che il progetto dei Kraang consiste nella raccolta di tutti i DNA degli esseri viventi, con l'obiettivo di usarli per esperimenti sconosciuti. Durante un confronto, Raffaello riesce a catturare Karai, ma, mentre la trattiene, attira l'attenzione dei Kraang, che accorrono per affrontare le tartarughe. In un tentativo di liberarsi dalla situazione, Karai schiaccia accidentalmente un pulsante, che attiva una macchina che crea un mostro combinato, nato dalla fusione di vari DNA. Michelangelo, impressionato dal mostro, lo chiama "Justin" e, dopo una breve battaglia, il mostro scappa.
Le tartarughe distruggono una buona parte del laboratorio dei Kraang, e mentre fuggono, Leonardo spiega a tutti la verità su Karai, rivelando che, nonostante le sue origini misteriose, potrebbe rappresentare una minaccia più grande di quanto avessero pensato. Karai, nel frattempo, si dirige verso il rifugio di Shredder, portando con sé alcuni pezzi recuperati dal laboratorio Kraang. Questi pezzi sono utili per Baxter Stockman, che li utilizzerà per costruire delle gambe robotiche per Fishface.
Nonostante all'inizio Shredder non fosse interessato ai Kraang, ora sembra riconoscere il loro potenziale e ordina a Karai di cercare ulteriori informazioni sui Kraang. È convinto che possano essere la chiave per sconfiggere le tartarughe e Splinter, rafforzando ulteriormente la sua alleanza con i nemici interdimensionali.

## Il Polverizzatore
Durante un'avventura in cui le tartarughe devono affrontare i Kraang, Leaterhead fornisce loro una cellula d'energia, che viene utilizzata da Donatello per alimentare il carro che il mutante alligatore usava per nascondersi dai Kraang. Michelangelo lo chiama "tarta-carro" e, per proteggere la cellula d'energia dai Kraang, Donatello decide di metterla in una sfera di cristallo per evitare che venga rintracciata. Dopo aver testato il tarta-carro, le tartarughe si imbattono nei Dragoni Purpurei, che hanno rubato della tecnologia dei Kraang. Tuttavia, i Dragoni Purpurei vengono fermati da un misterioso individuo che si presenta come il Polverizzatore, un personaggio apparentemente serio e minaccioso, ma che si rivela goffo e imbranato.
Le tartarughe decidono di intervenire, ma a causa dei continui interventi del Polverizzatore, i Dragoni Purpurei riescono a fuggire. Inoltre, in un colpo di sfortuna, le tartarughe portano accidentalmente il Polverizzatore nel loro covo, dove lui si dimostra un grande fan delle tartarughe e si entusiasma nel vedere il loro rifugio. Nel frattempo, Donatello decide di addestrare il Polverizzatore nel ninjutsu, e sorprendentemente, il Polverizzatore si dimostra abile nel suo allenamento, guadagnandosi la fiducia delle tartarughe.
Nel frattempo, Leonardo, Raffaello e Michelangelo scoprono che i Dragoni Purpurei stanno lavorando per Baxter Stockman, il quale, grazie alla tecnologia rubata dai Kraang, è riuscito a costruire delle gambe robotiche per Fishface. Le tartarughe intervengono per fermare Stockman, ma Fishface riesce a mordere Raffaello sulla spalla, ferendolo gravemente. Michelangelo chiama Donatello per aiutarli, e Donatello, insieme al Polverizzatore, si dirige al laboratorio di Stockman per curare Raffaello.
Durante il viaggio, il Polverizzatore diventa indeciso e vorrebbe ritirarsi, ma Donatello prende il controllo del tarta-carro, che finisce per sbattere contro un muro. L'impatto rompe la sfera di cristallo che conteneva la cellula d'energia dei Kraang, ma fortunatamente Donatello riesce a curare Raffaello e, insieme, sconfiggono Fishface, Stockman e i Dragoni Purpurei. Tuttavia, dopo la battaglia, Donatello si rende conto che la sfera si è rotta e che devono tornare subito nelle fogne per recuperare la cellula d'energia rimasta, ma i Kraang li intercettano.
A causa dei continui pasticci del Polverizzatore, i Kraang riescono a recuperare la cellula d'energia e fuggono. Le tartarughe, deluse per la perdita della cellula, e il Polverizzatore, che si rende conto della sua inadeguatezza, decidono di separarsi. Il Polverizzatore torna sulla sua strada, mentre le tartarughe ritornano al loro covo, pronti a prepararsi per la prossima sfida.
Questo episodio segna una separazione tra le tartarughe e il Polverizzatore, ma offre anche un'opportunità di crescita per tutti i personaggi, che imparano dai loro errori e dalle situazioni difficili.

## TCRI
Dopo che i Kraang sono riusciti a recuperare la cellula d'energia, le tartarughe si recano da Leaterhead per avvertirlo dell'accaduto. Il mutante alligatore li mette in guardia, spiegando che se i Kraang dovessero usare la cellula d'energia, potrebbero riattivare il loro portale, e da esso potrebbero fuoriuscire creature pericolose dalla Dimensione X, una dimensione parallela abitata dai Kraang. Leaterhead, preoccupato, disegna qualcosa di simile a un fiore, un simbolo che rappresenta il luogo dove ha visto per l'ultima volta il portale.
Donatello, analizzando il disegno, scopre che il simbolo rappresenta la TCRI, una multinazionale che, secondo le loro ricerche, è segretamente controllata dai Kraang. Con l'aiuto di April e Leaterhead, le tartarughe riescono ad entrare nella sede della TCRI. Ma una volta arrivati, vengono narcotizzati e imprigionati in una cupola di vetro, senza le loro armi. Le tartarughe si ritrovano in una situazione difficile, ma grazie a una delle improbabili intuizioni di Michelangelo, scoprono che il piano dei Kraang è quello di rendere la Terra simile alla Dimensione X, in modo da poterci vivere al posto degli esseri umani.
Le tartarughe riescono a distruggere la cupola di vetro e riprendono le loro armi, ma improvvisamente un mostro di lava emerge dal portale attivato dai Kraang e inizia ad attaccarli. Nonostante i loro tentativi di fermarlo, il mostro sembra inarrestabile e le tartarughe sono sopraffatte dalla sua potenza. Proprio quando sembra che non ci sia più speranza, Leaterhead arriva per dare loro una mano. Con un gesto eroico, spinge il mostro di lava nel portale, facendo sì che entrambi scompaiano all'interno della Dimensione X.
Le tartarughe fuggono dal laboratorio della TCRI, ritornando al loro covo, ma non prima che Michelangelo rubi una chiavetta dai Kraang. Con la chiavetta, le tartarughe, April e Splinter scoprono qualcosa di sconvolgente: il vero obiettivo dei Kraang è proprio April. Questa rivelazione lascia tutti increduli e preoccupati per ciò che potrebbe significare per il futuro, e un nuovo pericolo si profila all'orizzonte.
La tensione cresce, mentre le tartarughe si preparano ad affrontare la minaccia dei Kraang, consapevoli che April è al centro dei loro piani, e dovranno proteggerla a tutti i costi. Questo episodio segna un punto cruciale nella loro lotta, con un nuovo nemico da affrontare e nuove alleanze da considerare.

## Stermina scarafaggi
Donatello, sempre alla ricerca di modi per spiare i Kraang, crea una micro-spia simile a uno scarafaggio per raccogliere informazioni. Tuttavia, mentre si distrae a causa di una discussione con Raffaello, la micro-spia finisce accidentalmente in un contenitore di mutageno. Questo errore fa sì che la micro-spia perda il segnale e diventi inutilizzabile.
Sconvolti dalla perdita della micro-spia, le tartarughe decidono di intervenire direttamente con il loro tarta-carro per scoprire cosa stanno combinando i Kraang. Durante l'incursione, riescono a scoprire che i Kraang stanno usando un raggio laser per disintegrare la superficie, probabilmente per raccogliere materiali per i loro esperimenti. In questa operazione, i Kraang stanno utilizzando delle provette che potrebbero essere cruciali per i loro piani. Le tartarughe riescono a fermarli e a rubare le provette, ma il disastro accade quando la micro-spia, ora contaminata dal mutageno, si trasforma in un mostruoso scarafaggio mutante.
Raffaello, che ha una forte paura degli scarafaggi, viene terrorizzato dalla nuova creatura, dando così ai Kraang la possibilità di recuperare le provette. La situazione diventa sempre più caotica, con lo scarafaggio mutante che sembra invincibile. Nonostante vari tentativi di fermarlo, lo scarafaggio riesce a fuggire, e mentre il gruppo cerca di fermarlo, finisce in un furgone pieno di acido. Anche se il furgone viene distrutto, lo scarafaggio riesce a sopravvivere e, dopo aver fatto la muta, diventa ancora più potente e difficile da affrontare.
Nel frattempo, Leonardo, Michelangelo e Donatello entrano nella nuova base dei Kraang per fermarli definitivamente, ma è Raffaello a giocare un ruolo cruciale. Mentre i suoi fratelli sono impegnati, Raffaello decide di affrontare le sue paure e prende la tarta-moto per inseguire lo scarafaggio mutante. Con un colpo ben mirato, Raffaello riesce ad utilizzare il raggio laser per eliminare lo scarafaggio e distruggere la macchina dei Kraang. Questo gesto non solo segna la fine della minaccia immediata, ma aiuta anche Raffaello a superare la sua paura degli insetti.
Con la vittoria, le tartarughe tornano al loro covo, soddisfatte di aver fermato i Kraang e di aver recuperato le provette. Raffaello si sente più sicuro di sé, consapevole che ha affrontato una delle sue paure più grandi, e tutto il gruppo si prepara ad affrontare qualsiasi altra minaccia che potrebbe arrivare. La loro unione e la loro determinazione sono sempre più forti, e insieme possono superare qualsiasi difficoltà.

## Lo stratagemma di Baxter
La storia si intensifica quando le tartarughe, dopo aver scoperto che i Kraang hanno rubato un'arma molto pericolosa, si preparano a fermarli. Ma la loro missione viene interrotta dall'arrivo dei soldati ninja di Shredder, tra cui Dogpound, Fishface e Baxter Stockman. La lotta che ne segue impedisce alle tartarughe di completare il loro lavoro, e mentre i loro nemici riescono a fuggire, l'arrivo della polizia costringe entrambi i gruppi a nascondersi.
Stockman, però, non è disposto a lasciare che Dogpound e Fishface continuino a trattarlo come una nullità. Per vendicarsi, organizza un piano che dice a Shredder porrà fine alla vita delle tartarughe. Intanto, le tartarughe non si arrendono e continuano a cercare i Kraang, ma incontrano nuovamente Dogpound e Fishface, dando vita a una battaglia feroce. Tuttavia, questa lotta si conclude in un modo del tutto inaspettato: entrambi i gruppi vengono intrappolati in un mondo parallelo, un luogo creato appositamente da Stockman come parte di un gioco chiamato "Il gioco del Destino". In questo gioco, le tartarughe e i loro nemici sono costretti a competere, con l'obiettivo di eliminarsi a vicenda.
Leonardo si rende conto che, per uscire vivi da questa situazione, tutti devono collaborare, anche con i loro nemici. Così, si forma una strana alleanza tra le tartarughe e i loro rivali. Stockman divide il gruppo: Leonardo, Donatello e Michelangelo si ritrovano con Dogpound, mentre Raffaello viene accoppiato con Fishface. Mentre sono separati, Raffaello approfitta della situazione per chiedere a Fishface come mai uno come lui abbia deciso di lavorare per Shredder. Fishface racconta la sua storia: da giovane, era un orfano in Brasile e diventò un ladro straordinario, ma fu arrestato durante un tentativo di furto. In prigione scoprì che l'uomo che lo aveva arrestato stava cercando di rubare una valigetta importante: Shredder. Impressionato dalle sue abilità, Shredder gli offrì una proposta che non poteva rifiutare: lavorare per lui.
Dopo aver ascoltato la storia di Fishface, Raffaello capisce meglio il suo nemico e, alla fine, i due gruppi si riuniscono per affrontare l'ultimo livello del gioco: la "partita premio", in cui devono combattere contro il temibile "Mostro del Destino". Nonostante le loro differenze, le tartarughe e i loro nemici uniscono le forze e, insieme, riescono a sconfiggere Stockman. Tuttavia, come sempre, Stockman riesce a sfuggire all'ultimo momento, lasciando una scia di caos dietro di sé.
Con la vittoria, le tartarughe e i loro nemici si separano, ognuno per seguire la propria strada. Nonostante le tensioni, c'è una sorta di rispetto tra le due fazioni. Le tartarughe sanno che, prima o poi, si rincontreranno, ma per ora sono più forti che mai, pronti a combattere per proteggere la città e fermare i malvagi piani di Shredder e dei Kraang.

## Il nemico del mio nemico
La trama si intensifica quando le tartarughe vengono nuovamente inseguite dalla nave dei Kraang. Durante questa corsa, incrociano nuovamente Karai, e Leonardo, preoccupato per la situazione, la avverte che i Kraang stanno architettando un'invasione per conquistare la Terra. Karai, pur non volendo allearsi con le tartarughe, le informa che Shredder non è minimamente interessato ai piani di invasione dei Kraang, in quanto ha in programma di ottenere delle nuove armi da un vecchio amico, Ivan Steranko, al molo. Queste armi, secondo Shredder, saranno sufficienti per eliminare definitivamente le tartarughe e Splinter.
La tensione aumenta quando, durante una successiva battaglia, la nave dei Kraang insegue nuovamente le tartarughe. Leonardo, durante il combattimento, nota Karai nei paraggi e la vede in pericolo di vita, proprio mentre sta per essere colpita dalla nave dei Kraang. Senza pensarci due volte, Leonardo interviene e salva Karai con la tarta-moto, portandola poi al sicuro nel tarta-carro con i suoi fratelli.
Qui, Karai, con un atteggiamento ambiguo, rivela alle tartarughe che le nuove armi sono destinate a loro. Tuttavia, Raffaello, come sempre, non vede la situazione in modo diplomatico: vuole uccidere Shredder e prendere le armi per sé, mostrando ancora una volta la sua inclinazione per la vendetta. Leonardo, pur con riluttanza, decide di sostenere il piano di Raffaello e aiutare i suoi fratelli a fermare Shredder, consapevole che l'unica possibilità di sconfiggere una volta per tutte Shredder e i suoi piani è agire velocemente.
Il giorno seguente, le tartarughe si dirigono al molo con un piano in mente: vogliono usare un palloncino d’acqua elettrico per colpire la testa di Shredder e indebolirlo. Ma Karai, che sembra essere sempre un passo avanti, si accorge delle loro intenzioni e riesce a salvarlo. Il palloncino, così, finisce per colpire Ivan Steranko, mandandolo KO. Questo imprevisto non fa altro che inasprire ulteriormente la situazione.
Nel frattempo, la nave dei Kraang arriva al molo e inizia a bombardare la zona, causando una serie di esplosioni. Mentre Raffaello, Donatello e Michelangelo sono impegnati a combattere contro Shredder, Leonardo si trova a dover fare i conti con Karai, e durante il loro confronto, Karai rivela finalmente una verità sconvolgente: è la figlia di Shredder.
Questa rivelazione scuote Leonardo, ma il combattimento non si ferma. Con determinazione, Leonardo usa un bazooka e colpisce la nave dei Kraang, abbattendola e mettendo fine alla minaccia immediata. Le tartarughe tornano così al loro covo, ma mentre sono in viaggio, Shredder, sul molo, riesce a recuperare un Kraang sopravvissuto all'attacco. Shredder, sempre più intrigato dai misteri dei suoi nemici, sembra deciso a scoprire di più su di loro e sui Kraang, promettendo che questa non sarà l'ultima volta che le tartarughe e Shredder si scontreranno.
La tensione tra i personaggi è palpabile, e la lotta tra le tartarughe e Shredder è destinata a continuare. Inoltre, la rivelazione di Karai come figlia di Shredder aggiunge uno strato di complicazione nelle dinamiche tra Leonardo e Karai, rendendo il loro rapporto ancora più teso e ambiguo.

## La vendetta di Karai
La trama si sviluppa ulteriormente con una crescente minaccia da parte di Shredder e dei Kraang, mentre la protezione di April diventa sempre più cruciale. Dopo aver recuperato il Kraang, Shredder scopre che i Kraang stanno dando la caccia ad April O'Neill, sapendo che le tartarughe la stanno difendendo. Per questo motivo, Shredder decide di inviare Karai a catturare April e portarla da lui. Questa decisione segna un momento importante, poiché rivela la crescente connessione tra Karai e Shredder, e anche le sue intenzioni sempre più chiare nei confronti di April e delle tartarughe.
Nel frattempo, le tartarughe sono impegnate a fermare un nuovo piano dei Kraang: contaminare l'acquedotto della città con il Mutageno, minacciando così la salute e la sicurezza di tutta la popolazione. Mentre le tartarughe si preparano ad affrontare questa minaccia, April si reca al ristorante di Murakami-San, ignara che Karai sia proprio lì in attesa di lei.
Karai, con l'intento di avvicinarsi ad April, si presenta con un'apparenza amichevole, ma presto le sue vere intenzioni vengono scoperte. Quando April si rende conto che Karai vuole catturarla, scappa velocemente e chiama immediatamente le tartarughe per chiedere aiuto. Karai la insegue, e le due donne si affrontano in un combattimento molto teso, con April che cerca disperatamente di sfuggire alla sua nemica.
Nel frattempo, le tartarughe riescono a distruggere la nave dei Kraang, ma quando tentano di andare in soccorso di April con il tarta-marino, si imbattono in un grosso ostacolo: una gigantesca balena che scambia il loro veicolo per un rivale maschio. Questa scena comica e surreale rallenta il loro intervento, ma mentre sono impegnati con la balena, April riesce a sconfiggere Karai, sfruttando un momento di distrazione da parte di quest'ultima. Nonostante la lotta, Karai non è riuscita a completare la sua missione, e April riesce a mettersi in salvo.
Le tartarughe tornano finalmente al loro covo, dove Splinter, dopo averli accolti, si congratula con April per aver avuto il coraggio di affrontare Karai. Tuttavia, Splinter avverte anche April del pericolo imminente: Shredder sta dando la caccia a lei insieme ai Kraang. Per la sua sicurezza, Splinter le ordina di rimanere al covo finché Shredder e i Kraang non saranno stati sconfitti. Questo nuovo sviluppo rende la situazione ancora più tesa, poiché April ora è pienamente consapevole del pericolo che corre e del fatto che le tartarughe la stanno proteggendo non solo dai Kraang, ma anche dalla minaccia costante di Shredder e della sua figlia Karai.
La storia continua a dipanarsi, con le tartarughe che si preparano a confrontarsi con minacce sempre più grandi, ma anche con April che si trova al centro di un conflitto che coinvolge Shredder, i Kraang e le tartarughe.

## Il ritorno del Polverizzatore
La trama si arricchisce di nuovi sviluppi mentre le tartarughe si ritrovano nuovamente a confrontarsi con alleanze e minacce sempre più complesse. Dopo il primo incontro con il Polverizzatore, quest'ultimo ha deciso di intraprendere una nuova strada: si è iscritto all'accademia del ninjutsu di Chris Bradford, diventando infine un soldato ninja. Questo cambiamento segna un punto di svolta per il personaggio, che ora è al servizio di Shredder, ma ancora in qualche modo legato alle tartarughe. Le tartarughe, riconoscendo la sua nuova posizione, decidono di mandarlo a seguire i soldati ninja del Clan del Piede, che stanno fuggendo con il mutageno rubato, per scoprire quale sia il loro piano.
Nel frattempo, al covo, Splinter ordina ai suoi figli di scambiarsi le armi, come parte di un esercizio per sfidarli a usare un modo di combattimento diverso da quello a cui sono abituati. Questo esercizio servirà per farli crescere come guerrieri, imparando a combattere con ciò che hanno a disposizione in ogni situazione. La sfida si presenta difficile, e infatti, quando le tartarughe si imbattono nei soldati ninja di Shredder, non riescono a combattere con efficacia usando le armi degli altri. Alla fine, comprendendo l'importanza del loro stile di combattimento individuale, si scambiano nuovamente le armi, riuscendo a sconfiggere i soldati ninja, inclusi Dogpound e Fishface.
Dopo aver sconfitto i nemici, le tartarughe danno al Polverizzatore una nuova missione: seguirli per scoprire cosa vogliono fare con il mutageno. Nel frattempo, Splinter continua a insegnare ai suoi figli la lezione dell'armamentario, ordinando che consegnino tutte le loro armi a lui. La sua intenzione è farli imparare a combattere senza fare affidamento sulle armi, perché, come insegna lui, “qualsiasi cosa può essere un'arma” se usata correttamente.
Le tartarughe ricevono poi una nuova chiamata dal Polverizzatore, che le informa di aver scoperto che Shredder ha un piano per usare il mutageno su un singolo obiettivo, ordinando a Dogpound di catturarlo e usarlo come "bersaglio" in un vecchio magazzino abbandonato a Times Square. Le tartarughe si precipitano per salvarlo, ma arrivano troppo tardi: il Polverizzatore è stato trasformato in una massa melmosa verde a causa dell'esperimento di Shredder. Inoltre, Dogpound piazza una bomba nel magazzino, mettendo tutti in pericolo. Nonostante le difficoltà, le tartarughe riescono a fuggire dal magazzino appena in tempo, portando in salvo il Polverizzatore, ma quest'ultimo è rimasto trasformato in un'entità mutata e difficilmente riconoscibile.
Dopo averlo riportato al covo, le tartarughe accettano di tenerlo nel laboratorio di Donatello, con la condizione che il Polverizzatore rimanga lì e non interferisca con le loro attività. Questo accordo implica che, nonostante la sua trasformazione e la sua alleanza con Shredder, il Polverizzatore diventa una sorta di "ospite" sotto la sorveglianza delle tartarughe.
Nel frattempo, Shredder, grazie alle informazioni fornite da un Kraang, scopre che i Kraang, come lui, sono nemici delle tartarughe. Vedendo un'opportunità per eliminare il comune nemico, Shredder decide di formare un'alleanza con i Kraang, unendo le forze per distruggere una volta per tutte le tartarughe e Splinter. Questo nuovo sviluppo segna l'inizio di una minaccia ancora più grande e complessa, con Shredder e i Kraang che ora lavorano insieme, mettendo le tartarughe in una posizione ancora più pericolosa.
Le tartarughe dovranno affrontare alleanze inattese, tradimenti e nuove minacce che metteranno alla prova le loro abilità, il loro coraggio e la loro unità come famiglia.

## La vespa mutante
Le tartarughe si recano in un laboratorio segreto abbandonato dei Kraang, dove trovano una vespa mutante che inizia ad attaccarli. Le tartarughe escogitano un piano per fermarla, che funziona più o meno: la vespa muore, ma il suo pungiglione cade sul braccio di Leonardo. Successivamente, Leonardo trova l'uovo della vespa e, come scusa, decide di portarlo al covo per studiarlo e scoprire qualcosa in più sulla vespa. Tornato al covo, però, Leonardo non distoglie gli occhi dall'uovo e lo osserva incessantemente. Dopo aver cercato invano di distrarre Leonardo, Raffaello decide di distruggere definitivamente l'uovo. Quella stessa sera, Raffaello si reca nel laboratorio di Donatello per distruggere l'uovo, ma Leonardo lo morde, contagiandolo. Donatello e Michelangelo scoprono poi tramite internet che la vespa che ha morso Leonardo è una specie che morde altri animali, costringendoli a prendersi cura del suo uovo. Quando l'uovo si schiude, il cucciolo di vespa uccide gli animali che l'hanno accudito. Donatello e Michelangelo intervengono e, dopo aver sconfitto Raffaello, imprigionano Leonardo con i nunchaku di Michelangelo. I due cercano di creare un antidoto per salvare i loro fratelli, ma Donatello è stato morso da Raffaello durante la lotta, quindi rimane solo Michelangelo, che però viene morso da Donatello. Con Michelangelo sconfitto, Leonardo, Raffaello e Donatello si preparano per far schiudere l'uovo, ma Michelangelo riesce a guarire i tre, spiegando che dopo essere stato morso da Donatello, è riuscito a creare l'antidoto, guarendo prima se stesso e ora i suoi fratelli. Intanto le uova si schiudono e, con Leonardo, Raffaello e Donatello fuori gioco (poiché l'antidoto di Michelangelo li fa addormentare, con un avvertimento da parte di Michelangelo), rimane solo Michelangelo, che con il tarta-carro distrugge i cuccioli di vespa. Quando Leonardo, Raffaello e Donatello riprendono i sensi, le tartarughe festeggiano la loro vittoria contro le vespe.

## Operazione: fuga
Donatello vorrebbe fare colpo su April, ma ogni volta che ci prova, fallisce, e Raffaello, che l'ha scoperto, lo prende in giro. Intanto, April riceve un messaggio criptato sul suo computer. Donatello capisce che il messaggio proviene dal padre di April, che la avverte che i Kraang l'hanno spostato in un'altra prigione. Per fare colpo su April, Donatello decide di salvare il signor O'Neill da solo. Quando Raffaello, Leonardo e Michelangelo si svegliano e non trovano Donatello, scoprono il messaggio criptato del padre di April sul computer della ragazza e decidono di aiutarlo. Nel frattempo, Donatello apre tutte le celle della prigione, liberando il signor O'Neill, ma anche una salamandra mutante su cui i Kraang hanno effettuato esperimenti. Donatello libera O'Neill, ma vengono attaccati dal mutante (che Donatello chiama Newtralizer), dal quale vengono salvati da Leonardo, Raffaello e Michelangelo. Insieme, riescono a sconfiggere il mutante e fuggire. Le tartarughe tornano quindi al covo con O'Neill, e Raffaello mente dicendo che è stato tutto merito di Donatello. Nel frattempo, si scopre che i Kraang hanno lasciato che le tartarughe salvassero il signor O'Neill perché gli hanno messo un tracciatore, che avrebbe rivelato la posizione di April (anche se Newtralizer stava per rovinare il loro piano).

## Atto finale
Le tartarughe si preparano a combattere contro i Kraang e a fermare l'invasione. Tuttavia, Splinter decide di non aiutarli, ritenendo che siano capaci di lavorare da soli. Il signor O'Neill, controllato mentalmente dai Kraang, mente ad April, dicendole che le tartarughe hanno bisogno di lei alla TCRI. Così, April segue il padre e viene catturata da Karai, la quale poi manda il signor O'Neill a dare un messaggio a Splinter, in cui Shredder afferma di aver catturato April e sfida Splinter a salvarla. Splinter è costretto a intervenire e, dopo aver sconfitto con facilità i soldati ninja di guardia, nonché Dogpound e Fishface, scopre che April è già stata consegnata ai Kraang da Shredder. Splinter rivela la sua natura mutata a Shredder e i due iniziano a lottare. Nel frattempo, le tartarughe si dirigono alla TCRI per distruggere il portale. Quando i vari tentativi di distruggere il portale falliscono, Leonardo ordina ai fratelli di prendere la cellula d'energia e di lasciare la TCRI, in modo che Leonardo faccia esplodere il portale, visto che Splinter ha detto che non è importante chi o che cosa si perde. Fortunatamente, Leonardo riesce a fuggire prima della distruzione del portale e della TCRI, ma non prima che arrivi la nave suprema dei Kraang. Intanto, Splinter e Shredder continuano a lottare, e durante il loro duello, Shredder afferma che, visto che Splinter gli ha portato via qualcosa che lui teneva (Tang Shen), Shredder ha preso qualcosa che lui teneva: sua figlia Miwa. Splinter, preso dalla rabbia, si scaglia ferocemente contro Shredder, sconfiggendolo. Splinter si appresta poi a uccidere Shredder, ma interviene Karai. Splinter realizza che, a sua insaputa, Karai è Miwa, rapita da Shredder quando era una neonata. Sconvolto, Splinter scappa dal rifugio di Shredder. Le tartarughe, intanto, entrano nella nave dei Kraang e salvano April, mentre Leonardo decide di restare per combattere i Kraang e distruggere la loro nave. Leonardo riesce comunque a sopravvivere, venendo poi salvato dai suoi amici. Tornati al covo, le tartarughe, April e Splinter festeggiano la loro vittoria contro Shredder e i Kraang, mentre nel mare la nave dei Kraang si riaccende, facendo pensare che prima o poi torneranno per vendicarsi.